# (2156) Kate
(2156) Kate (A917 SH) – planetoida z pasa głównego asteroid okrążająca Słońce w ciągu 3,36 lat w średniej odległości 2,24 au. Odkryta 23 września 1917 roku.